# Razza (zootecnia)
In zootecnia la razza è una categorizzazione con cui si possono differenziare gli individui appartenenti a una medesima specie, ma aventi caratteristiche genotipiche e fenotipiche distintive comuni.
Il termine è usato in relazione alle specie domestiche, mentre quando si tratta di specie naturali si usano le categorie tassonomiche di sottospecie e varietà. In altre parole, una razza è un gruppo animale creato dall'uomo attraverso una selezione artificiale. La razza viene selezionata con metodologie diverse, per conservare le caratteristiche ereditarie comuni che la identificano come un sottoinsieme differenziato, spesso anche in modo piuttosto marcato, da eventuali altri gruppi della stessa specie.

## Origine etimologica e uso nei diversi contesti
Il termine "razza" viene usato in maniera variegata, e precisi usi tecnici si sovrappongono a diversi e sfumati utilizzi nel parlato. In origine, il termine si soleva far nascere dal latino generatio, ma ora si pensa che nelle moderne lingue neolatine derivi, in realtà, dal francese antico haraz o haras (allevamento di cavalli); per falsa divisione del termine unito all'articolo, l'haraz diventa così la razza. Altrimenti, si ritiene che la parola razza derivi dall'arabo ras (origine/stirpe).
Quale che sia l'origine, il termine "razza" cominciò ad essere utilizzato nel XVI secolo e raggiunse il suo apice nel XIX secolo, diventando una categoria tassonomica gerarchicamente equivalente a quella di sottospecie. Nel 1905 il Congresso botanico internazionale eliminò il valore tassonomico della razza.
A livello colloquiale, il termine è variamente utilizzato e ciò provoca frequenti fraintendimenti. Altro genere di equivoci nasce dall'utilizzo differente da quello della lingua inglese: essa possiede termini come race (anche in senso generico), kind (tipo, razza), breed (nel senso di ceppo zoologico) e progeny (nel senso di progenie, schiatta); con la traduzione nel differente contesto linguistico italiano, si verificano facilmente slittamenti di senso.
L'evolversi delle tecniche biomolecolari poi pone in uso differenti termini, spesso non tradotti in italiano, per indicare i raggruppamenti degli organismi modificati, spesso accomunati da un fenotipo caratteristico, conseguente ad esempio a silenziamento di un gene, sovraespressione, o inserimento di sequenze genetiche di altri organismi, uomo compreso. Razze tradizionali per selezione dei caratteri desiderati, o ottenute per transgenesi, coesistono e sfumano ulteriormente il concetto; una vacca geneticamente modificata per aumentare la concentrazione di caseina nel latte, per un allevatore costituirà comunque una razza, indipendentemente dal percorso seguito per ottenerla.

## Necessità della categoria e utilizzo informale
La parola "razza" viene utilizzata in quanto il concetto di specie, riferito ad animali in qualche modo attivamente selezionati fin da tempi remoti o "creati" dall'essere umano diventa labile per la rapidità con cui i tradizionali metodi di selezione artificiale e ancora più l'attuale tecnologia del DNA ricombinante possono giungere a risultati di differenziamento che in natura necessiterebbero di tempi estremamente più lunghi, e che difficilmente genererebbero varietà capaci di sopravvivere senza il supporto umano, come è il caso ad esempio dagli animali da reddito o compagnia fino ad arrivare ai topi nudi e a quelli variamente umanizzati, utilizzati nella ricerca scientifica.
Si tratta di individui che spesso, pur interfertili e potenzialmente appartenenti a medesima specie, in natura non potrebbero costituire una popolazione per le differenze estreme introdotte dall'uomo (esempio, differenze notevoli di massa corporea inter-razza, anche di 1/100). Razza è quindi un termine tecnico esclusivamente afferente alla zootecnica, mentre in senso colloquiale viene variamente usato per indicare un raggruppamento di elementi affini di qualsiasi sorta.

## Uso del termine in allevamento

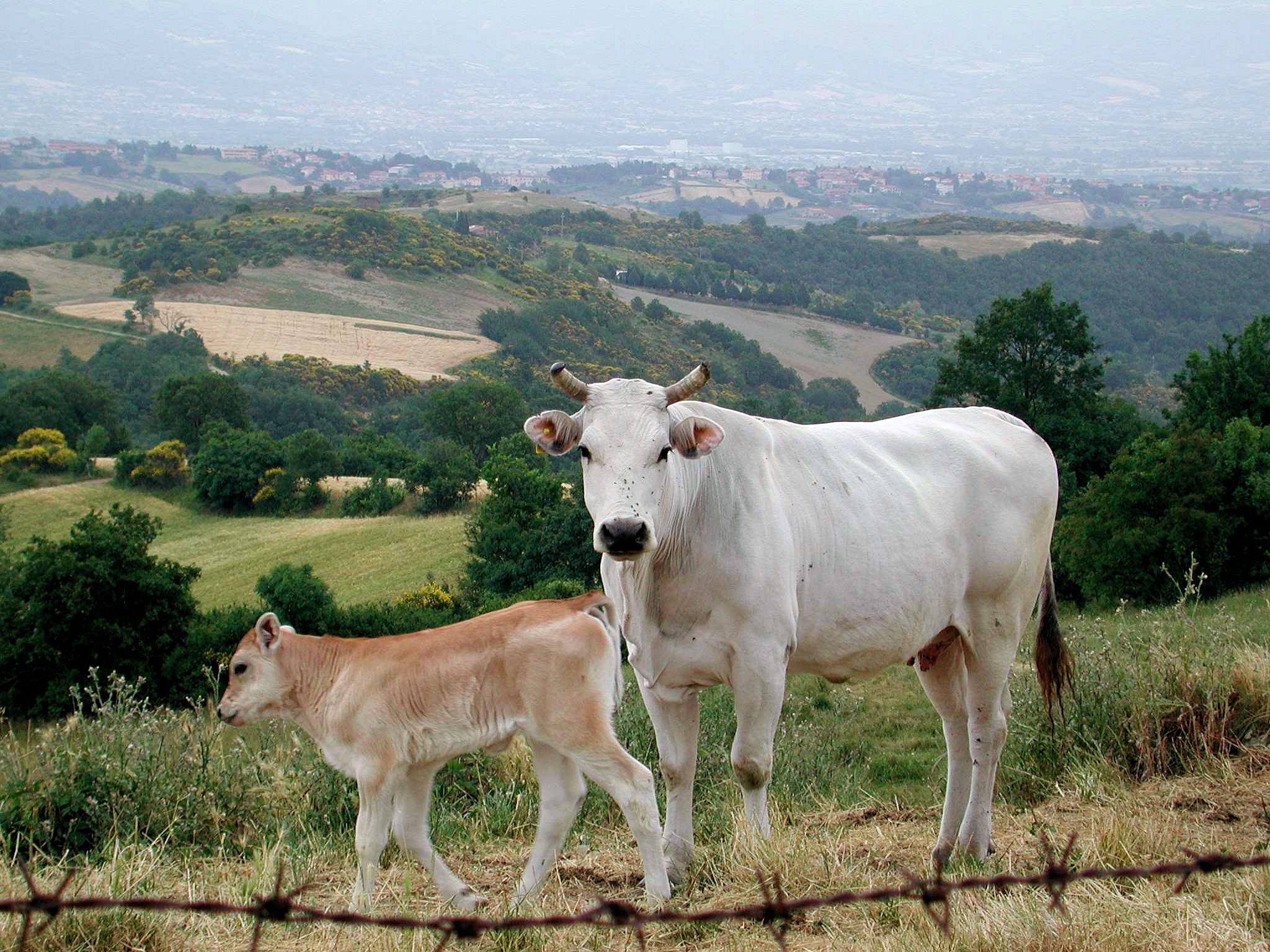
Vacca e vitello di razza chianina

Come riportato nell'introduzione, il termine razza identifica un gruppo animale non presente allo stato libero (in alcuni ambiti il termine "wild type" si utilizza per definire la razza selvatica, mutuando, dall'utilizzo in genetica, di un gene che esprime il fenotipo naturale per un determinato carattere), ma creato artificialmente, e appartenente agli animali domesticati dall'uomo. Il gruppo appartiene alla medesima specie ma è caratterizzato da caratteristiche genotipiche o fenotipiche comuni che, in modo più o meno marcato, lo identificano come differenziato da eventuali altri gruppi cospecifici, laddove il concetto di specie diventi labile.
Esseri viventi di razze diverse possono, in quanto appartenenti alla stessa specie, dare luogo ad incroci od ibridi con capacità riproduttive immutate. Il termine non è utilizzato in biologia per la classificazione tassonomica, ma in zootecnica, e si applica soltanto agli animali domesticati: cani, gatti, cavalli ed altri animali domestici, da reddito o compagnia, mentre per gli animali da esperimento come le cavie e altri organismi modello vengono utilizzati i termini "ceppo" e "stipite" (quest'ultimo solo in microbiologia). Il termine corrispondente in agraria per il regno vegetale è cultivar e riguarda anche in questo caso solo le piante coltivate.

## Evoluzione e superamento del concetto in biologia
In pratica, oggi il termine razza è confinato quasi esclusivamente all'ambito della zootecnica, quando si fa riferimento a popolazioni selezionate di animali domestici (per es.: razze equine, bovine, ovine, suine, canine, feline, avicole) per indicare varietà che sono prodotte artificialmente e devono conservare determinati standard.
L'evoluzione della genetica delle popolazioni e la progressiva comprensione dei meccanismi della speciazione hanno portato ad utilizzare termini più adatti a distinguere individui con evidenti dimorfismi, pur se appartenenti alla medesima specie e sottospecie, con l'introduzione di concetti quali la variazione clinale e le sovrapposizioni circolari, specie ad anello, più frequentemente citate con il termine inglese ring species. Polimorfismi, popolazioni e forme zoologiche sono termini frequentemente e correttamente impiegati nel settore.
Nell'ambito del regno vegetale, per indicare sottopopolazioni viene usato il termine varietà.